# Plásmon de superfície localizado

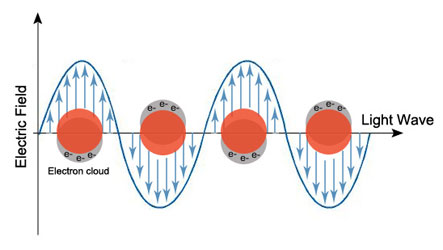
A luz incidente em uma nanopartícula de metal faz os elétrons da banda de condução oscilarem. Esse é o plásmon de superfície localizado.

Um plásmon de superfície localizado (ou LSP, da sigla em inglês localized surface plasmon) é o resultado do confinamento de um plásmon de superfície em uma nanopartícula de tamanho comparável ou menor que o comprimento de onda da luz usada para excitar o plásmon. Quando uma pequena nanopartícula metálica esférica é irradiada por luz, o campo elétrico oscilante faz com que os elétrons de condução oscilem coerentemente. Quando a nuvem de elétrons é deslocada em relação à sua posição original, uma força restauradora surge da atração coulombiana entre os elétrons e os núcleos. Essa força faz com que a nuvem de elétrons oscile. A frequência de oscilação é determinada pela densidade dos elétrons, pela massa efetiva do elétron e pelos tamanho e forma da distribuição de carga. O LSP tem dois efeitos importantes: os campos elétricos próximos à superfície da partícula são bastante aumentados e a absorção ótica da partícula tem um máximo na frequência de ressonância do plásmon. A ressonância de plásmon de superfície também pode ser ajustada com base na forma da nanopartícula. A frequência do plásmon pode estar relacionada à constante dielétrica do metal. O realce cai rapidamente com a distância da superfície e, para nanopartículas de metal nobre, a ressonância ocorre em comprimentos de onda visíveis. A ressonância de plásmon de superfície localizado confere cores brilhantes a soluções coloidais de metal.
Para metais como prata e ouro, a frequência de oscilação também é afetada pelos elétrons nos orbitais d. A prata é uma escolha popular em plasmônica, ciência que estuda o efeito de acoplar luz a cargas, porque pode suportar um plásmon de superfície em uma ampla faixa de comprimentos de onda (300 – 1200 nm), e o comprimento de onda do seu pico de absorção é facilmente alterado. Por exemplo, o comprimento de onda do pico de absorção de nanopartículas de prata triangulares foi alterado modificando-se a saliência dos cantos dos triângulos. Ele sofreu um deslocamento para o azul à medida que a saliência dos cantos dos triângulos diminuía. Além disso, o comprimento de onda de absorção de pico sofreu um desvio para o vermelho com a adição de mais agente redutor (HAuCl4) e o aumento da porosidade das partículas. Para nanopartículas semicondutoras, a absorção óptica máxima situa-se geralmente nas regiões do infravermelho próximo e do infravermelho médio.

## Plásmons de superfície em propagação
Os plásmons de superfície localizados são distintos dos plásmons de superfície em propagação. Nos localizados, a nuvem de elétrons oscila coletivamente. Já naqueles em propagação, o plásmon de superfície se propaga para frente e para trás entre as extremidades da estrutura. Plásmons de superfície em propagação também precisam ter ao menos uma dimensão que seja próxima ou maior que o comprimento de onda da luz incidente. As ondas criadas em plásmons de superfície em propagação também podem ser ajustadas pelo controle da geometria nanoestrutural do metal.

## Caracterização e estudo de plásmons de superfície localizados
Um objetivo da plasmônica é entender e manipular os plásmons de superfície em nanoescala, sendo, pois, importante a sua caracterização. Algumas técnicas frequentemente utilizadas para caracterizar plásmons de superfície são microscopia de campo escuro, espectroscopia UV-vis-NIR e espalhamento Raman amplificado por superfície (ou SERS, da sigla em inglês surface-enhanced Raman scattering). Com a microscopia de campo escuro, é possível monitorar o espectro de uma dada nanoestrutura de metal conforme a polarização da luz incidente, o comprimento de onda ou as variações no ambiente dielétrico são alteradas.

## Aplicações

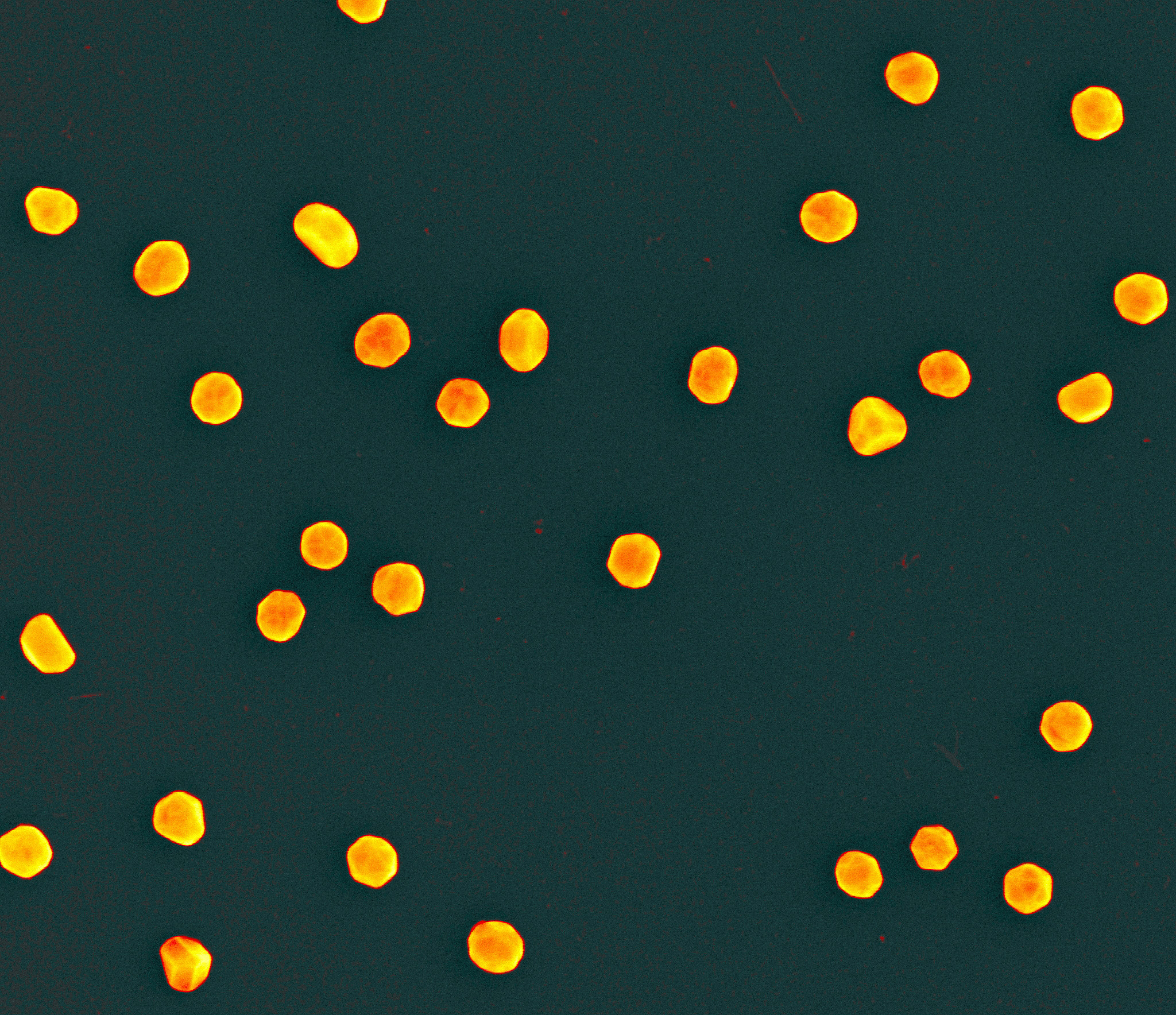
Nanopartículas de ouro, retratadas aqui ao microscópio eletrônico de varredura, exibem fortes ressonâncias LSP.

A frequência de ressonância do plásmon é altamente sensível ao índice de refração do ambiente; uma mudança no índice de refração resulta em uma mudança na frequência ressonante. Como a frequência ressonante é facilmente mensurável, isso permite que as nanopartículas LSP sejam aplicadas em detecções de escala nanométrica. Além disso, nanopartículas exibindo fortes propriedades LSP, como nanobastões de ouro, poderiam aumentar o sinal na detecção de ressonância de plásmon de superfície. Nanoestruturas exibindo ressonâncias LSP são usadas para melhorar os sinais em técnicas analíticas modernas baseadas em espectroscopia . Outras aplicações que dependem de luz eficiente para geração de calor em nanoescala são a gravação magnética assistida por calor (HAMR), a terapia fototérmica de câncer e a termofotovoltaica. Até agora, aplicações de alta eficiência usando plasmônicos não foram realizadas devido às altas perdas ôhmicas em metais, especialmente na faixa espectral óptica (visível e NIR). Além disso, plásmons de superfície foram usados para criar superlentes, capas de invisibilidade e para melhorar a computação quântica. Outra área interessante de pesquisa em plasmônica é a capacidade de "ligar" e "desligar" plásmons por meio da modificação de outra molécula. Tal capacidade tem consequências importantes no aumento da sensibilidade em métodos de detecção. Recentemente, um cromóforo supramolecular foi acoplado a uma nanoestrutura de metal. Essa interação mudou as propriedades de ressonância de plásmon de superfície localizado da nanoestrutura de prata, aumentando a intensidade de absorção.